# Jeremy Lawrance
Jeremy Norcliffe Haslehurst Lawrance, né le 12 décembre 1952, est un linguiste et historien anglais spécialisé en hispanisme. Depuis 2006, il étudie le Siècle d'or espagnol à titre de professeur à l'Université de Nottingham. Il est académicien de la British Academy depuis 2011.